# George O'Connor
George Henry O'Connor (Washington, 20 agosto 1874 – Washington, 28 settembre 1946) è stato un cantante e avvocato statunitense, interprete soprattutto di brani del genere popular music, all'epoca del suo decesso venne definito "quasi senza dubbio l'uomo più popolare di Washington".